# Yuja Wang
Yuja Wang (chiń. 王羽佳; pinyin Wáng Yǔjiā; ur. 10 lutego 1987) – chińska pianistka urodzona w Pekinie, mieszkająca na stałe w USA.

## Wczesne lata
Yuja Wang pochodzi z rodziny o tradycjach muzycznych. Jej matka, Jieming Zhai, jest tancerką, a ojciec, Jianguo Wang – perkusistą. Oboje mieszkają w Pekinie. Naukę gry na fortepianie Wang rozpoczęła w wieku 6 lat, rok później została przyjęta do Centralnego Konserwatorium Muzycznego w Pekinie, gdzie kontynuowała naukę przez 3 lata. W wieku 11 lat została przyjęta do udziału w programie letnim Morningside Music Bridge International Music Festival w Mount Royal University w Calgary w Kanadzie, była wtedy najmłodszą studentką. W programie tym uczestniczyła w latach 1999 do 2001. W roku 2002, w wieku 15 lat, wygrała festiwal Aspen Music Festival i przeniosła się do USA.

## Kariera
- 1998 – Wang zajęła 3. miejsce w konkursie dla młodych pianistów Ettlingen International Competition for Young Pianists, organizowanym w Ettlingen w Niemczech.
- 2001 – zajęła 3. miejsce oraz uzyskała nagrodę specjalną jury (nagrodę przyznano najwybitniejszej finalistce poniżej 20. roku życia, była to nagroda pieniężna w wysokości 500 000 jenów japońskich wg stanu z 19 lutego 2001[2] było to ok. 17.600 PLN) w pierwszej edycji, odbywającego się co trzy lata, konkursu muzycznego dla pianistów i skrzypków Sendai International Music Competition[3] w Sendai w Japonii.
- 2003 – zadebiutowała w Europie, wykonując IV koncert fortepianowy Beethovena wraz z orkiestrą szwajcarską Tonhalle pod batutą Davida Zinmana. W sezonie 2005/06 zadebiutowała w USA, zastępując Radu Lupu.
- 2008 – ukończyła studia w Curtis Institute of Music w Filadelfii. Naukę tam rozpoczęła w wieku 15 lat u Gary Graffmana (nauczyciela m.in. Lang Langa).

## Dyskografia
W styczniu 2009 roku Wang podpisała wyłączny kontrakt na nagranie pięciu płyt dla Deutsche Grammophon. Wytwórnia wydała jej pierwszy krążek CD Sonatas & Etudes (2009; wykonanie utworów Fryderyka Chopina, Györgya Ligetiego, Aleksandra Skriabina), a także płyty następne: Transformation (2010; utwory Igora Strawinskiego, Johannesa Brahmsa, Maurice’a Ravela i Domenico Scarlattiego), Rachmaninov (2011), Fantasia (2012) i Piano Concertos / Rachmaninov, Prokofiev (2013). Następnie wzięła udział w nagraniu ścieżki dźwiękowej do filmu Summer in February (2013), która ukazała się również dzięki Deutsche Grammophon.

## Życie prywatne
Yuja Wang mieszka w Nowym Jorku, a koncertuje w różnych częściach świata. Uważana za „wytworną i szczerą” cytuje na prowadzonym kanale w serwisie Twitter wypowiedzi m.in. Gustava Mahlera („Tradycja podtrzymuje płomień; to nie jest czczenie popiołów”) i Coco Chanel („Dziewczyna powinna mieć dwie rzeczy: klasę i urok”).